# Down Like That
A Down Like That brit rapper KSI első kislemeze debütáló albumáról, a Dissimulationről (2020). A dalon közreműködött Rick Ross, Lil Baby és S-X, aki a dal producere is volt. Digitális letöltésként és streaming platformokon jelent meg 2019. november 8-án, az RBC és BMG kiadókon keresztül. A Down Like That egy hiphop dal, dubstep elemekkel. A refrénben S-X egy sikertelen kapcsolatról beszél, míg KSI megemlíti ökölvívó mérkőzését Logan Paul ellen, amelynek győztese volt. A dalt a három közreműködő előadó előadta, mikor KSI kisétált a szorítóba 2019. november 9-én a Los Angeles-i Staples Centerben.
A Down Like Thatet pozitívan fogadták zenekritikusok, akik méltatták S-X fülbemászó refrénjét. A dal 10. helyig jutott a Brit kislemezlistán, ezüst minősítést kapott a Brit Hanglemezgyártók Szövetségétől (BPI). 2019. november 22-én adták ki a videóklipet a dalhoz, két nappal a mérkőzés után forgatták. A videóklipben a négy előadó egy apokaliptikus világban látható. 2019. december 4-én kiadtak egy második videóklipet, amely a Logan Paul elleni küzdelem felvételeit használja.

## Munkálatok
S-X Wolverhamptonban írta a Down Like Thatet, otthoni stúdiójában. KSI-nak megtetszett a dal és rögtön úgy érezte, hogy ezen rajta kell lennie. Több versszakot is felvett hozzá, azzal a céllal, hogy belépő zenéje legyen a Logan Paul elleni mérkőzésén, amelyet 2019. november 9-én tartottak a Los Angeles-i Staples Centerben.
KSI és Mams Taylor beszéltek a dalról és arról, hogy végül sokkal nagyobb lett, mint tervezték. „Amerikai rappereken gondolkoztunk. És arra gondoltunk, hogy 'Milyen lenne már, ha meg tudnánk szerezni Rick Rosst. Rick Ross működne'. És igent mondott rá.”
KSI azt mondta, hogy meglepődött, hogy Rick Ross és Lil Baby is része akart lenni a dalnak. „Nem gondoltam, hogy Lil Baby része akarna lenni. Az alap nagyon különbözik attól, amit általában csinál.” Lil Baby ezt megerősítette: „A dalnak a hangulata teljesen más, mint amin általában rappelek.” Rick Rossról KSI pedig azt mondta, hogy „egy valóra vált álom.” Rick Ross a következőt mondta a közreműködésről: „Nagyon izgalmas.. KSI egy keményen dolgozó fiatal. Ez a fiatalabb generáció nagyon kedveli. Szóval boldog vagyok, hogy része lehetek.”

## Megjelenés
2019. október 7-én KSI a Footasylumnak nyilatkozva a következőt mondta: „Nemsokára kiadok egy új kislemezt, a Down Like Thatet, amin nagy nevű előadók vannak, akikre senki nem fog számítani. Le fogom győzni Logant és két nappal később fogom felvenni a videóklipet.” A Down Like That digitális letöltésként és streaming platformokon jelent meg 2019. november 8-án, az RBC és BMG kiadókon keresztül, az első kislemezként KSI Dissimulation albumáról. Az albumborítón KSI látható, mint egy képregény karakter, aki lefele repül, fehér felhők között.
Egy nappal megjelenése után Rick Ross, Lil Baby és S-X előadta a dalt KSI ökölvívó mérkőzése előtt Logan Paul ellen, amelyet a korábbi megnyert pontozással. Erről KSI a következőt mondta: „Meg akartam mutatni neki a szintet, amin vagyok. Akartam, hogy megértse, hogy nem vagyunk ugyanazon a szinten a legutóbbi mérkőzéshez képest és nem áll készen. Határozottan érezte.”

## Videóklipek
A Down Like That videóklipjét Nayip Ramos rendezte és Los Angelesben forgatták 2019. november 11-én, két nappal KSI győzelem után Logan Paul ellen. KSI a következőt mondta a forgatásról: „Nagyon kellemetlen lett volna, ha vesztettem volna. Nagyon, nagyon kellemetlen. Nem hinném, hogy (a forgatás) megtörtént volna, ah őszinte vagyok.” A videóklip 2019. november 22-én 16:00-kor (UTC) jelent meg. Négy nappal később jelent meg egy videó, amiben megmutatták hogyan készült a klip.
A videóklip egy üzenettel kezdődik: „November 9-én KSI legyőzte Logan Pault, egy eseményen, amely az internet történetének legnagyobbja. Két nappal később, november 11-én videóklipjét forgatta. Itt van az eredmény.” A nyitójelenetben KSI sötét, viharos égből zuhan, mielőtt betonra érkezik. A videó további részeiben a négy előadó látható egy apokaliptikus világban, égő autók és motorok között. Az Entertainment Tonight leírása szerint „egy Mad Max által inspirált, apokaliptikus raktárépület, poros, piszkos esztétikával.” Egy alternatív videóklip, melynek címe Down Like That (KSI vs Logan Paul 2 Edition) 2019. december 4-én jelent meg és felhasznál felvételeket a két Youtuber küzdelméből.

## Közreműködő előadók
A Tidal adatai alapján.
- KSI – dalszerző, vokál
- Rick Ross – dalszerző, vokál
- Lil Baby – dalszerző, vokál
- S-X – production, dalszerző, vokál
- Byron Trice – dalszerző
- Michalis Michael – keverés
- Henkka Niemistö – master

## Slágerlisták
| Slágerlista (2019)                  | Legmagasabb pozíció |
| ----------------------------------- | ------------------- |
| Kanada (Canadian Hot 100)           | 77                  |
| Észtország (Eesti Tipp-40)          | 37                  |
| Euro Digital Song Sales (Billboard) | 10                  |
| Görögország (IFPI)                  | 76                  |
| Írország (IRMA)                     | 26                  |
| Litvánia (AGATA)                    | 87                  |
| New Zealand Hot Singles (RMNZ)      | 10                  |
| Skócia (OCC)                        | 9                   |
| Brit kislemezlista (OCC)            | 10                  |
| Brit R&B-lista (OCC)                | 3                   |
| Brit Indie-lista (OCC)              | 1                   |

## Minősítések
| Régió                    | Minősítés | Példányszám |
| ------------------------ | --------- | ----------- |
| Egyesült Királyság (BPI) | Ezüst     | 200,000     |

## Kiadások
| Régió              | Dátum              | Formátum(ok)                     | Kiadó       |
| ------------------ | ------------------ | -------------------------------- | ----------- |
| Világszerte        | 2019. november 8.  | - streaming - digitális letöltés | - RBC - BMG |
| Egyesült Királyság | 2019. november 22. | kortárs rádió                    | - RBC - BMG |